# Радзивилл, Антоний Станислав
Энтони Радзивилл (Антоний Станислав Альбрехт Радзивилл) (4 августа 1959, Лозанна — 10 августа 1999, Нью-Йорк) — польский аристократ, американский телевизионный кинорежиссер и автор программ, журналист.

## Ранняя жизнь и образование
Родился в Лозанне (Швейцария). Сын князя Станислава Альбрехта Радзивилла (1914—1976) от третьего брака с светской львицей Кэролайн Ли Бувье (1933—2019), племянник Жаклин Кеннеди, супруги президента США Джона Кеннеди.
Будучи представителем польского княжеского рода Радзивиллов, одной из знатных благородных семей Центральной Европы, Энтони Радзивилл имел титул князя, но никогда не использовал его. Семья Радзивиллов утратила былое могущество во время Второй Мировой войны. Его отец Станислав Альбрехт Радзивилл вынужден был эмигрировать из Польши в Великобританию, где получил британское подданство.
Детство провёл в Англии. Будучи католиком, Энтони Радзивилл учился в подготовительной школе Colet Court в Лондоне, затем в подготовительной школе Choate Rosemary Hall в Уоллингфорде (штат Коннектикут), которую он окончил в 1978 году. В 1982 году он окончил Бостонский университет, где получил степень бакалавра журналистики и средств массовой информации.

## Карьера
Энтони Радзивилл начал свою карьеру в NBC Sports в качестве ассоциированного продюсера. В 1989 году он стал работать в «ABC News» как телевизионный продюсер для цикла «Prime Time Live». В 1990 году он выиграл престижную Премию Пибоди за расследование о возрождение нацизма в Соединенных Штатах Америки.
Он был дважды номинирован на Премию Эмми, в 1999 году за фильм «Lenny Bruce: Swear to Tell the Truth» и в 2000 году за фильм «Cancer: Evolution to Revolution».

## Болезнь и смерть
Примерно в 1989 году Энтони Радзивиллу был поставлен диагноз — рак яичек. После операции Радзивилл вернулся к работе. Перед свадьбой с Кэрол Энн Ди Фалько появились метастазы, но Энтони продолжал вести активную жизнь и заниматься работой. В этот период он поддерживал постоянный контакт со своей тетей Жаклин Кеннеди-Онассис и двоюродным братом Джоном Кеннеди-Младшим (в частности, был свидетелем на его тайной свадьбе с Кэролин Бессетт).
40-летний Энтони Радзивилл скончался 10 августа 1999 года в Нью-Йорке.

## Брак
27 августа 1994 года в Лонг-Айленде (штат Нью-Йорк) Энтони Радзивилл женился на бывшей коллеге по работе в «АВС» телеведущей Кэрол Энн Ди Фалько (род. 20 августа 1963).

## Фонд Энтони Радзвилла
После смерти Энтони Радзивилла его вдова Кэрол написала автобиографию, в которой подробно описала годы брака с журналистом. Книга была опубликована в 2005 году под названием «What Remains: A Memoir of Fate, Friendship and Love».
В 2000 году Ли Радзивилл, мать Энтони, вместе с вдовой организовали фонд для поддержки начинающих режиссёров документального кино — «The Энтони Радзивилл Documentary Fund». Книга вошла в Список бестселлеров по версии The New York Times.